# Tamotsu Asakura
Tamotsu Asakura (朝倉 保?, Asakura Tamotsu; fl. XX secolo) è stato un calciatore giapponese, di ruolo centrocampista.

## Carriera
Asakura, dopo aver studiato e militato nella rappresentativa calcistica dell'Università di Waseda, ha giocato nella nazionale giapponese, ottenendovi due presenze, durante l'edizione del 1927 dei Giochi dell'Estremo Oriente a Shanghai.